# Rheumaptera tangens
Rheumaptera tangens är en fjärilsart som beskrevs av Barend J. Lempke 1950. Rheumaptera tangens ingår i släktet Rheumaptera och familjen mätare. Inga underarter finns listade.